# Чемпионат Африки по международным шашкам среди женщин 2024
2-й Чемпионат Африки по международным шашкам среди женщин планировалась провести с 30 ноября по 12 декабря 2024 года в Уагадугу, Буркина-Фасо в основной программе и в блице. Он должен был пройти через 6 лет после первого чемпионата и стал бы отборочным на чемпионат мира 2025 года — путёвки впервые должны были получить 2 спортсменки. 
Там же был проведён чемпионат Африки  среди мужчин в основной программе и в блице, первые шесть спортсменов получали право сыграть на чемпионате мира 2025 года.